# J Street
Джей-стрит (англ. J Street) — американская лоббистская организация, целью которой является поддержка Израиля и мирное урегулирование арабо-израильского конфликта в её понимании.
Джей-стрит возникла как конкурент существующей более влиятельной лоббистской организации ЭЙПАК, предлагая поиск мирных путей решения конфликта на Ближнем Востоке через диалог и ненасильственные методы разрешения конфликтов. Организация пытается представить либеральное крыло израильского лобби в США.
Джей-стрит была сформирована в 2008 году бывшим советником У. Клинтона по внутренним делам Джереми Бен-Ами. Как отметил Алан Соломон, один из основателей J Street, появление подобной организации было просто необходимо: «Мы слышали голоса неоконсерваторов, правоцентристских евреев и христианских евангелистов, в то время как голоса других представителей еврейской общины не были услышаны».

## Деятельность организации
Джей-стрит взяла своё название от несуществующей на карте Вашингтона улицы, пытаясь таким образом представить новую альтернативу существующей политики в столице. Другое происхождение названия организации объясняется сокращением J от слова Jew, как еврейской лоббистской организации.
Организация представляет либеральное крыло американских евреев. Учредители организации позиционируют себя как противовес более консервативной лоббистской организации ЭЙПАК в отношении к текущей политики США в ближневосточном регионе.
J Street пользуется поддержкой окружения президента Барака Обамы, в свою очередь поддерживая Б. Обаму, находясь при этом в оппозиции к правительству Биньямина Нетаниягу.
Новое еврейское лобби уже успело сплотить вокруг себя и другие либеральные организации — «Перейру» («Альтернатива»), «Американцы за мир», «проект Нейтсима» и «Израильский политический форум», также придерживающиеся либерального курса. Ряд политических партий в Израиле, такие, как «Кадима», «Авода» и «Мерец», также высказали свою поддержку новому израильскому лобби.

## JStreetPAC
Лоббистская организация J Street действует как комитет политического действия, предоставляя финансовую поддержку своим кандидатам во время выборов. Так, по данным за 2008 год, 33 из 41 кандидата, спонсируемых JStreetPAC, смогли заполучить желаемые места в американском Конгрессе. Сама же организация получает средства для осуществления своей лоббистской деятельности не только от еврейских общин, но и также от арабов американского происхождения, различных бизнесменов и группировок, заинтересованных в мирном разрешении существующего конфликта.

## Члены организации
Консультативный совет J Street включает в себя бывших должностных лиц, общественных деятелей и учёных, экспертов в области политики и международных отношений. В частности, членами консультативного совета являются бывший посол США в Израиле Сэмюэл У. Льюис, бывший министр иностранных дел Израиля Шломо Бен-Ами, директор фонда «Социальная справедливость» Аарон Бэк, главный редактор The Washington Monthly М.Куналакис, один из главных спонсоров фонда Б.Обамы Алан Соломон и др.